# Габріелла Фагундес
Габріелла Фагундес (11 жовтня 1985) — шведська плавчиня.
Учасниця Олімпійських Ігор 2008, 2012 років.
Призерка Чемпіонату Європи з водних видів спорту 2004, 2010, 2012 років.